# 경남 센트로팰리스
경남 센트로팰리스(영어: Kyeongnam Centro Palace)는 대한민국 대구광역시 중구 대봉동에 위치한 아파트 단지이다.

## 같이 보기
- 경남 센트로팰리스 오피스텔